# Гинек из Подебрад
Гинек из Подебрад (Гинек Минстерберкский, Йиндржих Младший) (чеш. Hynek z Poděbrad, Jindřich mladší, Hynek Minsterberský, нем. Heinrich der Jüngere von Münsterberg; 17 мая 1452, Прага — 11 июля 1492, Подебрадский замок) — чешский дипломат и писатель, граф Клодзкий, князь Зембицкий (1462—1472) и Опавский (1465—1472) (совместно с братьями Викторином и Йиндржихом), пан на Подебрадах и Костомлатах.

## Биография
Родился в Праге 17 мая 1452 года. Старший сын будущего чешского короля Йиржи из Подебрад от второго брака с Йоганой из Рожмиталя. «Гинек» — это чешское уменьшительное от имени Йиндржих. Иногда назывался Йиндржихом Младшим, в отличие от сводного брата Йиндржиха I Старшего. Он получил гуманистическое образование и участвовал в рыцарских турнирах. Его отец, Йиржи из Подебрад, в 1458 году был избран королем Чехии, но эта корона не стала наследственной в роде панов из Подебрад. 
В 1459 году Йиржи из Подебрад убедил императора Священной Римской империи Фридриха III пожаловать своему второму сыну Викторину титул имперского князя. 7 декабря 1462 года в Нойнбург-форм-Вальде император Фридрих III Габсбург возвел в ранг имперских князей также Гинека и его старшего брата Йиндржиха I Старшего.  В этом же году Йиржи из Подебрад передал своим трем сыновьям Викторину, Йиндржиху и Гинеку в ленное владение Кладское графство и Зембицкое княжество (герцогство Мюнстербергское). 16 декабря 1465 год братья также получили в совместное владение город Градец на Моравице и Опавское княжество.
В 1471 году Гинек из Подебрад женился на Екатерине, младшей дочери Вильгельма III, ландграфа Тюрингского. Его отец Йиржи из Подебрад скончался в том же 1471 году. Хотя Гинек из Подебрад в молодости поддерживал политически и религиозно своего отца, после его смерти он обратился в католическую веру. Новый король Чехии Владислав II Ягеллон обязался защищать сыновей Йиржи и погасить их долги. Сыновья Йиржи из Подебрад первоначально совместно управляли своими владениями, но в 1472 году отцовское наследство было разделено. Гинек из Подебрад получил в наследственное владение Подебрады и Костомлаты-над-Лабем. От своей матери он унаследовал замок Лихнице, города Мельник и Теплице.
На государственном съезде в Бенешове в 1472 году Гинек был избран провинциальным администратором по рекомендации своей матери, которая также принимала участие в этом съезде. В отличие от своей матери, однако, он перешел на сторону венгерского короля Матвея Корвина (Матьяша Хуньяди). Вероятной причиной этого был то обстоятельство, что чешский король Владислав II Ягеллон медленно погашал его долги, в то время как Матвей Корвин сделал это быстро и без колебаний. В 1475 году Гинек продал панство Колин, которое он получил от своего старшего брата Викторина, за 20 000 дукатов королю Венгрии Матвею Корвину, который разместил в нем венгерский гарнизон. В 1478 году в Брно был заключение перемирие между чешским королем Владиславом Ягеллоном и Гинеком из Подебрад. Вражда Гинека с чешским королем Владиславом Ягеллоном была вызвана нежеланием монарха жениться на Людмиле из Подебрад, сестре Гинека. В 1477 году Гинек уступил Колин Владиславу Ягеллону, а в 1488 году поддержал восстание силезских князей против Матвея Корвина. После этого 6 февраля 1489 года в Вене Гинек подписал документ, в котором в обмен за 20 000 венгерских золотых завещал Матвею Корвину Подебрады и Костомлаты, оставлял их себе в пожизненное владение. Позднее Гинек утверждал, что никогда такого документа не видел, но Янош Корвин, незаконнорожденный сын Матвея Корвина, после смерти отца заявлял претензии на Подебрады. Гинек был автором литературных произведений, из которых самым известным является «Майский сон».
11 июля 1492 года Гинек скончался в своём Подебрадском замке. Его тело было перевезено в Клодзко (по-немецки — Глац) и похоронено во францисканском монастыре Святого Георгия, основанном его сводным братом Йиндржихом I. В 1558 году Гинек и восемь других членов семьи панов из Подебрад, которое были похоронены там же, были перезахоронены в главном соборе Клодзко – костёле Вознесения Пресвятой Девы Марии. Его основным наследником стал старший брат Йиндржих, который также заботился о вдове Гинека и его детях.

## Брак и дети
25 апреля 1459 года в Праге состоялась помолвка Гинека с Екатериной Тюрингской (1453—1534), младшей дочерью ландграфа Тюрингии ландграфа Вильгельма III Тюрингского и его первой жены Анны Австрийской, старшей сестры короля Венгрии и Чехии Ладислава Постума. Екатерине тогда было только шесть лет. До своей помолвки с Гинеком Екатерина была невестой будущего курфюрста Бранденбургского Иоганна Цицерона. В 1476 году Иоганн Цицерон женился на Маргарите Саксонской (1449—1501), старшей сестре Екатерины.
26 февраля 1471 года состоялась свадьба Гинека и Екатерины Тюрингской. Благодаря этому браку, Гинек из Подебрад получил наследственные права на чешский и венгерский престолы. Король Чехии и Венгрии Владислав Ягеллон был сыном Елизаветой Австрийской, другой сестры Ладислава Постума.
В браке у Гинека и Екатерины родилась единственная дочь Анна (1471—1517), которая при жизни отца не была выдана замуж. После смерти Гинека его вдова Екатерина оказалась под опекой Йиндржиха I из Подебрад и его сыновей. В 1493 году Анна вышла замуж за Генриха IV из Нейгауза (1442—1507), от брака с которым у неё было двое детей: Адам (ум. 1531) и Анна (ум. 1570). Екатерина Тюрингская скончалась 17 января 1534 года.
Также у Гинека была любовница Екатерина Войкова из Ститара и Стражнице (Kateřina Vojkova ze Štítar a ze Strážnice), от связи с которой у него было несколько детей. Они познакомились, вероятно, в 1472 году. Их связь держалась в тайне, по крайней мере, до 1483 года. Позднее Гинек открыл свой роман и даже подарил любовнице дом на рынке в Клодзко. После смерти Гинека, 6 сентября 1493 года, совет города Клодзко под влиянием Йиндржиха I из Подебрад отменил подарок Гинека и заявил, что владельцами дома являются князь Йиндржих I, вдова Гинека, княгиня Екатерина и её дочь Анна. Из внебрачных детей Гинека наиболее известен Фридрих (ум. после 1492). По завещанию Гинека Фридрих получил во владение Костомлаты и ряд имений в лисицком и колинском панствах, а его мать — замок Вальдштейн. В 1493 году Екатерина Войкова обвинила вдову Гинека в краже драгоценностей и в наказание была лишена Вальдштейна, который перешел в королевскую собственность. Это последнее упоминание о Екатерине Войковой из Стражнице.